# Łącznica telefoniczna ŁP 10
Łącznica telefoniczna ŁP 10 – polowa łącznica małej pojemności systemu MB. 
Łącznica ŁP 10  może współpracować z induktorowymi aparatami telefonicznymi systemu MB/CB, z łącznicami MB, z radiostacjami wyposażonymi w bloki zdalnego sterowania i retranslacji oraz z radioliniami i radiotelefonami.

## Możliwości łącznicy
- Przyjęcie od abonenta sygnału wywołania
- Wywołanie żądanego abonenta
- Zestawienie połączeń między dwoma abonentami
- Włączenie się telefonisty do obwodu rozmównego dla dokonania kontroli rozmowy
- Zestawienie połączeń okólnikowych
- Zdalne sterowanie radiostacji z aparatu telefonicznego podłączonego do łącznicy
- Podłączenie drugiej łącznicy tego samego typu

## Parametry techniczne
- Pojemność – 10 obwodów abonenckich
- Przystosowanie do współpracy z induktorowymi aparatami telefonicznymi
- Źródłem prądu dzwonienia jest induktor aparatu telefonicznego
- Zapewnia przesyłanie częstotliwości w paśmie akustycznym 300-3400 Hz
- Tłumienność wnoszona przez łącznicę – nie więcej niż 0,1 (dla 800 Hz}
- Tłumienność przesłuchu między obwodami – nie mniej niż 8,5  (dla 800 Hz)